# Hieracium alpinum
Hieracium alpinum es una especie de planta con flor del género Hieracium, de la familia Asteraceae, orden Asterales.

## Distribución
Hieracium alpinum se distribuye por Austria, Bielorrusia, Checoslovaquia, Rusia de Europa del Este, Francia, Alemania, Gran Bretaña, Groenlandia, Islandia, Italia, Kirguistán, Rusia del Norte de Europa, Noruega, Polonia, Rumania, Suecia, Suiza, Ucrania, Siberia Occidental y Yugoslavia.

## Taxonomía
Fue descrita científicamente por L. Fue publicada en Sp. Pl.: 800 (1753).